# Olech Hills
Die Olech Hills (englisch; polnisch Wzgórza Olech) sind eine Gruppe von zwischen 50 und 60 m hohen Hügeln auf King George Island im Archipel der Südlichen Shetlandinseln. Sie ragen im Gebiet des Three Sisters Point auf.
Polnische Wissenschaftler benannten sie nach der polnischen Botanikerin Maria Olech (* 1941) von der Jagiellonen-Universität in Krakau, die mehrfach auf der Arctowski-Station tätig war.